# Eulithis deleta
Eulithis deleta là một loài bướm đêm trong họ Geometridae.